# Jarszewko
Jarszewko [jarˈʂɛfkɔ] (tiếng Đức: Jassow am Haff)  là một ngôi làng thuộc khu hành chính của Gmina Stepnica, thuộc hạt Goleniów, West Pomeranian Voivodeship, ở phía tây bắc Ba Lan. Đó là khoảng 70 km từ Szczecin và 30 km từ Świnoujście. Nó nằm trên bờ biển đầm phá Szczecin và có dân số khoảng 80 người. Nó được đề cập lần đầu tiên vào năm 1590 và thuộc về gia đình von Flemming.
Trước năm 1945, khu vực này là một phần của Đức. Sau Thế chiến II, người dân bản địa Đức bị trục xuất và thay thế bằng người Ba Lan. Đối với lịch sử của khu vực, xem Lịch sử của Pomerania.